# Ewald Lechner
Ewald Lechner (* 3. Mai 1926 in Passau; † 27. Oktober 2011 in Landau an der Isar) war ein deutscher Politiker (CSU).

## Leben
Lechner besuchte das Humanistische Gymnasium Passau, er beantragte am 12. Februar 1944 die Aufnahme in die NSDAP und wurde zum 20. April desselben Jahres aufgenommen (Mitgliedsnummer 9.697.118). Lechner war danach Kriegsteilnehmer und saß in tschechischer und amerikanischer Gefangenschaft. Er machte anschließend eine forstliche Ausbildung und die Staatsprüfung, danach war er Lehrer an der Waldarbeiterschule Goldberg und an der Oberforstdirektion Regensburg und an verschiedenen Forstämtern tätig. 1953 wurde er Revierleiter in Landau.
1964 wurde Lechner CSU-Kreisvorsitzender, 1966 stellvertretender Landrat und Fraktionsvorsitzender. Er war Mitglied des Bezirksvorstands der CSU Niederbayern, des Hauptausschusses des Landkreisverbands und des regionalen Planungsausschusses. Von 1970 bis 1990 war er Mitglied des Bayerischen Landtags, ab 1974 direkt gewählt im Stimmkreis Dingolfing.
Lechner verstarb im Oktober 2011 nach kurzer Krankheit an den Folgen einer Lungenentzündung.